# Etzenricht
Etzenricht – miejscowość i gmina w Niemczech, w kraju związkowym Bawaria, w rejencji Górny Palatynat, w regionie Oberpfalz-Nord, w powiecie Neustadt an der Waldnaab, wchodzi w skład wspólnoty administracyjnej Weiherhammer. Leży około 10 km na południe od Neustadt an der Waldnaab, nad rzeką Haidenaab, przy linii kolejowej Norymberga – Weiden in der Oberpfalz. Według danych z 2011 roku gminę zamieszkiwało 1 583 osoby.